# Ludowy Front Wyzwolenia
Ludowy Front Wyzwolenia (LFW; początkowo Oddział 13 grudnia) – polska grupa anarchistyczna i antysyjonistyczna założona w 1990 roku w Gdańsku, aktywnie działająca również w Grudziądzu. Liderem grupy był Piotr Ratyński. Grupa zakończyła działalność w 1991 roku po aresztowaniu jej członków przez Policję i Urząd Ochrony Państwa.

## Historia

### Geneza
Historia działalności LFW nie jest dokładna znana za sprawą małej liczby źródeł oraz rozbieżności w opracowaniach poświęconych grupie i relacjach członków grupy. W kwietniu 1990 roku powstała grupa Oddział 13 grudnia, zrzeszająca kilka osób pochodzących z Trójmiasta (według innego źródła grupę tworzyli gdańscy anarchiści, którzy na przełomie 1989 i 1990 roku doprowadzili do wstrzymania budowy Elektrowni Jądrowej „Żarnowiec”). Geneza pierwotnej nazwy jest nieznana, prawnik Radosław Antonów zwrócił uwagę, że nazwa odnosi się do wprowadzenia stanu wojennego w Polsce, który przypadł na 13 grudnia 1981 roku. Liderem Oddziału 13 grudnia został prawdopodobnie pochodzący z Łukowa Piotr Ratyński. Kierownictwo Oddziału 13 grudnia miało nawiązać kontakt z arabskimi studentami w Polsce. Ratyński w rozmowie z dziennikarzem Jackiem Hugo-Baderem twierdził, że utrzymywał kontakt z arabskimi organizacjami terrorystycznymi, odbył szkolenie w Syrii oraz utrzymywał kontakt z Kurdami.

### Działalność
Pierwszą akcją Oddziału 13 grudnia było obrzucenie konsulatu ZSRR w Gdańsku przy ul. Batorego 15 prezerwatywami (według innego źródła: torbami) z czerwoną farbą. Atak został zorganizowany w odpowiedzi na zamordowanie ukraińskiego anarchisty Piotra Siudy. 2 czerwca 1990 roku doszło do ponownego ataku na konsulat, tym razem budynek został obrzucony butelkami z benzyną. W ataku nikt nie zginął, według niepotwierdzonych informacji konsulat radziecki ocenił straty na 7 mln złotych (700 zł po denominacji). Atak z 2 czerwca 1990 roku został uwieczniony na zdjęciach.
7 czerwca 1990 roku LFW dokonał serii zamachów w Gdańsku. Zaatakowano wówczas: budynek Dyrekcji Okręgowej Polskich Kolei Państwowych, gdański oddział Polskich Linii Lotniczych LOT oraz toaletę redakcji „Głos Wybrzeża”. Atak w siedzibie redakcji „Głosu Wybrzeża” był odpowiedzią na artykuł, w którym uczestników ataków na konsulat radziecki porównano do chuliganów. W tym samym miesiącu Oddział 13 grudnia zmienił nazwę na Ludowy Front Wyzwolenia. Nazwa nawiązywała do Ludowego Frontu Wyzwolenia Palestyny. Atak na filię Polskich Linii Lotniczych LOT miał być reakcją na udzielenie przez władze sowieckie zgody na emigrację ludności żydowskiej z ZSRR do Izraela.
W latach 1990–1991 członkowie LFW przeprowadzili również: demonstrację, na której wraz z palestyńskimi studentami spalili flagę Izraela, próbowali wrzucić granat z gazem łzawiącym do warszawskiej synagogi w geście protestu przeciwko polityce władz Izraela wobec Palestyny, wysłali cztery paczki-bomby do ambasady Izraela i Ministerstwa Rolnictwa i Gospodarki Żywnościowej (podczas okupacji części budynku przez rolników) oraz ukradła korespondencję między Lechem Wałęsą a kanadyjskim oddziałem Agencji Żydowskiej.
LFW organizował również akcje przeciwko zasadniczej służbie wojskowej, obecności wojsk Armii Czerwonej w Polsce, masakrze na placu Niebiańskiego Spokoju w 1989 oraz działalności Niezależnego Samorządnego Związku Zawodowego „Solidarność”. W maju 1990 roku przed budynkiem gdańskiego WKU odbyła się pikieta „Armia-Ochnik 4:0”, nawiązującej do strzelaniny z 19 maja 1990 roku, kiedy to w Wyższej Szkole Oficerskiej Wojsk Łączności w Zegrzu podchorąży Janusz Ochnik zastrzelił czterech żołnierzy pełniących służbę wartowniczą. Latem 1990 roku LFW rzuciła granat gazowy w siedzibie NSZZ „Solidarność” w Gdańsku, oskarżając związek zawodowy o zdradę robotników i zezwolenie na uwłaszczenie nomenklatury.
W styczniu 1991 roku Piotr Ratyński przeprowadził atak na konsulat Izraela w Warszawie. Odpalony granat z gazem łzawiącym odbił się od jednej ze ścian konsulatu, dzięki czemu nikt przebywający wewnątrz budynku nie ucierpiał. Tuż po ataku na konsulat Ratyński i pozostali członkowie LFW zostali zatrzymani przez Policję i Urząd Ochrony Państwa.
Przed atakiem na ambasadę Izraela Piotr Ratyński miał planować również wysadzenie pociągu (według innego źródła: torów kolejowych) wiozącego broń na Litwie. Akcja ta miała być protestem przeciwko nieutworzeniu Autonomii Wileńszczyzny dla mniejszości polskiej na Litwie. Do zamachu miało nie dojść na skutek wady konstrukcyjnej detonatora. W literaturze przedmiotu pojawiają się wątpliwości, czy próba zamachu faktycznie miała miejsce.
Odłam LFW działał także w Grudziądzu, wykształcił się on jesienią 1991 roku po przeprowadzce Piotra Ratyńskiego i innych członków grupy do tego miasta. W Grudziądzu LFW przeprowadziła m.in. atak na budynek Państwowej Komunikacji Samochodowej. W zamachu wzięła udział jedna osoba, uzbrojona w niewielką bombę prochową. Wybuch doprowadził do wybicia jednej szyby. W innych akcjach celem ataku były grudziądzkie budynki wojskowe.
LFW próbowało nawiązać kontakt z anarchistami w Warszawie, Krakowie, Czorsztynie, a także w Bieszczadach. Podejrzewa się, że grupa próbowała nawiązać kontakt również z anarchistami z Jarocina.

### Późniejsze wydarzenia i kontrowersje wokół LFW
Federacja Anarchistyczna w oświadczeniu z 28 czerwca 1991 roku poinformowała, że LFW nigdy z nią nie współpracowało, a jej program stanowi zlepek lewicowych haseł, które można uznać za program komunistyczny. Działalność LFW skrytykowała również katowicka grupa An Arche, określająca atak na konsulat Izraela jako przykład chuligaństwa szkodzącego ideom anarchistycznym. Za swoją działalność Piotr Ratyński został skazany na 2,5 roku więzienia, pozostali członkowie LFW nie zostali ukarani. W następnych latach część członków LFW wycofała się z aktywizmu, zaś lider grupy Piotr Ratyński popadł w chorobę psychiczną. Działalność LFW wzbudza kontrowersje wśród środowisk anarchistycznych. Ze względu na bardzo małą liczbę materiałów źródłowych pojawiły się podejrzenia, że LFW współpracowało ze służbami państwowymi, które później zniszczyła część dokumentów bądź też służby zniszczyły dokumenty stanowiące zapis nielegalnych działań wymierzonych w grupę. Według innej hipotezy LFW stanowiło marginalną grupę, wobec czego nie znalazła się w kręgu zainteresowań służb.
Na temat LFW powstał w 2010 roku film dokumentalny pt. Wróg numer 1, stworzony przez krakowskiego dziennikarza Łukasza Grzymalskiego. W 2016 Piotr Ratyński wydał wspomnienia Robić dobrze, nawet robiąc źle. Pamiętnik więzienny anarchisty, spisany podczas jego pobytu w więzieniu za działalność terrorystyczną.